# Salmo 127

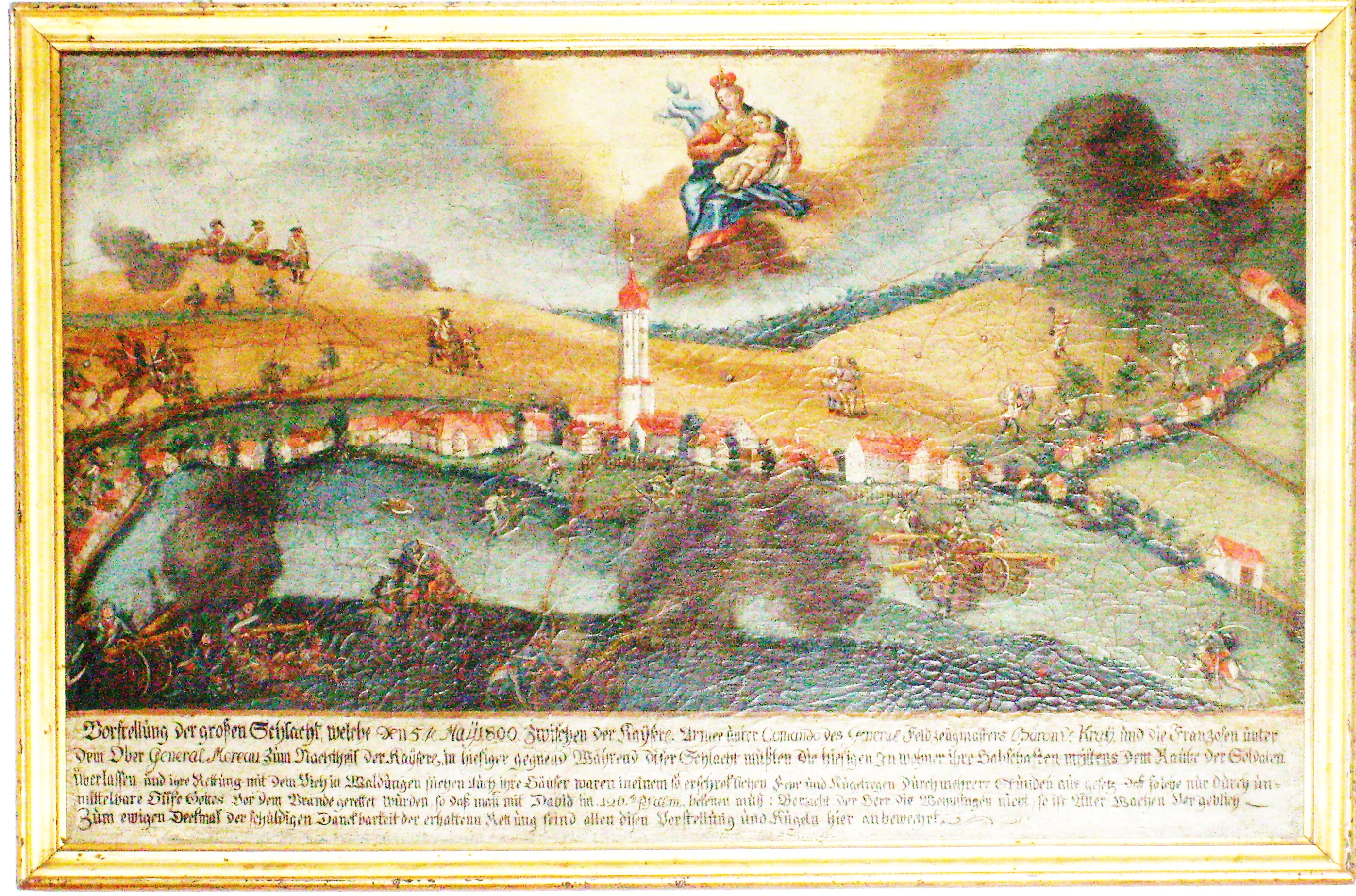
Il primo versetto del salmo 127 riportato in una chiesa di Meßkirch.

Il salmo 127 (numerazione greca: 126) è un capitolo del Libro dei Salmi. Tradizionalmente, è il canto delle salite di Salomone. L'argomento principale del cantico è il fatto che nulla è possibile senza l'ausilio del Signore, come si evince dai primi due moniti:
Se il Signore non costruisce la casa, invano si affaticano i costruttori. Se il Signore non vigila sulla città, invano veglia la sentinella. (127,1)
Infatti, Salomone ammonisce che si costruiscono case e città custodite da armate, si coltiva nei campi e si lavora per ottenere ricchezza, ma inutilmente, perché se si fosse uniti a Dio, egli né darebbe senza tutto questo affanno.
Invano vi alzate di buon mattino e tardi andate a riposare, voi che mangiate un pane di fatica: al suo prediletto egli lo darà nel sonno.' (127,2)
Inoltre, l'affanno per la ricchezza porta a diminuire il tempo dedicato ai figli, vero dono di Dio, da istruire e formare secondo i più sani principi.
Ecco, eredità del Signore sono i figli, è sua ricompensa il frutto del grembo. Come frecce in mano a un guerriero sono i figli avuti in giovinezza.' (127,3-4)
La soluzione di non avere figli va contro sia l'interesse comune (il salmista allude alla ripopolazione della Palestina dopo la deportazione babilonese) sia a quello personale. Infatti, l'uomo con famiglia non potrà mai sentirsi solo e isolato di fronte ai propri nemici: avrà sempre il conforto e l'aiuto dei suoi figli.
Beato l'uomo che ne ha piena la faretra: non dovrà vergognarsi quando verrà alla porta  a trattare con i propri nemici.' (127,5)